# 고려대학교 도서관
고려대학교 도서관은 고려대학교의 도서관이다. 중앙도서관과 과학도서관, 의학도서관, 세종학술정보원(고려대학교 세종캠퍼스 도서관)이 있다.

## 역사
중앙도서관은 보성전문학교 창립 30주년 기념사업의 일환으로 1935년 착공하여 1937년에 개관하였다. 현재 이 고려대학교 구 중앙도서관 건물은 대학원이 사용하고 있으며 사적 제286호로 지정되어 있다. '중앙도서관 구관', '대학원도서관', '대학원 건물'등으로 불리며 허가가 없는 한 학부생은 출입할 수 없다. 대학원 연구에 쓰이는 고서를 보관하고 있기 때문에 여전히 도서관 기능을 하고 있다. 1978년 3월 중앙도서관 신관이 개관하였다. 해송법학도서관은 법학에 대한 책들만을 보관하고 있으며 중앙도서관의 일부로 취급된다. 학술정보관(CDL)은 전자자료와 잡지 등을 보관하고 있다. 국가도서관통계에는 중앙도서관(해송법학도서관, 학술정보관 포함)과 과학도서관을 합쳐 '고려대학교 도서관'이라는 단일한 도서관으로 등재가 되어 있으며 분관인 고려대학교 의학도서관, 세종학술정보원은 별도의 도서관으로 취급된다.
의학도서관은 의과대학에, 세종학술정보원은 고려대학교 세종캠퍼스에 위치한다. 2014년 말 정릉캠퍼스의 보건과학도서관이 폐관되고 의학과 치의학 서적은 의학도서관으로, 나머지는 중앙도서관 보존서고로 옮겨졌다.